# Eurybie
Dans la mythologie grecque, Eurybie ou Eurybia (en grec ancien Εὐρυβία / Eurybía ou en ionien Εὐρυβίη / Eurybíē, fille de Pontos (le Flot) et de Gaïa (la Terre), est une divinité marine primordiale (avec Nérée, Thaumas, Phorcys et Céto). Elle est parfois considérée (à tort) comme une Titanide, du fait qu'elle est l'épouse du Titan Crios, de qui elle conçoit Astréos, Pallas et Persès. Divinité ancienne, son rôle dans la mythologie se borne à celui d'ancêtre de nombreuses divinités.

## Étymologie
Eurybia, en grec ancien Εὐρυβία / Eurybía ou en ionien Εὐρυβίη / Eurybíē, signifie « la vaste violence », du grec ancien εὐρύς / eurýs, « large, vaste », et de βία / bía, « la force, la violence ».
Hésiode la surnomme Eurybie qui signifie « au cœur d'acier » (en grec ancien ἀδάμαντος θυμός / adámantos thymós).

## Eurybie dans la culture populaire
- Eurybie est un personnage secondaire faisant une brève apparition dans le manga Saint Seiya G[1].

## Sources et références
- Pseudo-Apollodore, Bibliothèque [détail des éditions] [lire en ligne] (I, 2, 2; I, 8 ; I, 10).
- Hésiode, Théogonie [détail des éditions] [lire en ligne] (v. 233, 239 et 375).

1. ↑  « Eurybie », sur shenronsaint.free.fr (consulté le 3 juillet 2023).